# Završje, BiH
Završje ili Tropolje (prvotna starohrvatska župa Livno, kasnije poznata i kao: Zapadne strane) je povijesno područje u Bosni i Hercegovini koje obuhvaća prostor Glamočkog, Livanjskog i Duvanjskog polja, tj. današnjih općina Glamoč, Livno i Tomislavgrad.

## Povijest

### Prapovijest i ilirsko doba
Tragovi ljudskog prebivanja na prostoru Tropolja datiraju još u kameno doba. Stanovnici su upotrebljavali kameno oruđe i oružje. U kasnijem razdoblju naučili su izrađivati predmete od bakra, zatim i od bronce. Prije otprilike 3000 godina stanovnici ovog kraja upoznali su željezo. Na mnogim mjestima nailazi se na povijesne tragove koji pokazuju da su se u ove krajeve ljudi s raznih strana i različitih kultura tijekom stoljeća naseljavali i ovdje rado živjeli. Prebivalo je ovdje još u brončanom i željeznom dobu ilirsko pleme Delmati, kojima je centar bio grad Delminium na Duvanjskom polju. Bili su to žilavi ratoborni stočari s kojima se ni moćnom Rimu nije bilo lako nositi. Već u 2. stoljeću prije Krista Delmati se sukobljavaju s rimskom vojskom.  Oni će se oko 150 godina opirati dok ne pokleknu pred najsnažnijom vojskom tadašnjeg svijeta. Jedan od vidljivih tragova Ilira na ovim prostorima su znamenite ilirske gomile i gradine koje još uvijek nisu dovoljno istražene i obrađene. Trajnije naseljavanje ovog prostora počinje u rano brončano doba. Na Livanjskom i Duvanjskom polju utemeljuju se utvrde na gradinama kojih je samo na obroncima oko Livanjskog pola bilo četrdesetak, vizualno povezanih i dobro branjenih. 

### Rimsko doba
Od prvog rimskog pohoda na Delmate 156. godine prije Krista do ilirsko-panonskog ustanka na ovim prostorima vođeni su brojni ratovi u kojima su starosjedioci Delmati neviđenom ratobornošću pružali otpor i nanosili ogromne gubitke rimskim legijama. U velikom ustanku 6. – 9.  godine, koji je potresao rimsku državu, ilirski narodi Breuci, Desitijati i Delmati pod vodstvom Batona Breuka i Batona Desitijata   pobunili su se zbog novačenja Ilira za rat u Germaniji. Svetonije, biograf Rimskog carstva, piše: "To je bio najteži rat što su ga Rimljani   vodili nakon onih protiv Kartage". U krvi i ognju ugušen je očajnički   otpor ponosnih Ilira. Nakon potpunog pokoravanja Delmata po kojima je dobila naziv i rimska provincija Dalmacija započeo je dugotrajni proces romanizacije. Iz ovog perioda sačuvan je zavjetni reljef boga Dioniza nađen na prostoru ilirsko-rimskog naselja u današnjim   Vašarovinama. Pokoravanjem Delmata početkom 1. stoljeća ovim prostorima konačno su zavladali Rimljani. Novo uspostavljena provincija zvala se Ilirik, a kasnije je podijeljena na Panoniju i Dalmaciju. Postupno se provodila romanizacija ilirskog stanovništva. Kasnije, u doba kristijanizacije ovog prostora, spominje se i Delminium kao biskupsko sijelo. Rimska vlast se ovdje održala do Velike seobe naroda u kojoj su na prostor Tropolja došli i Hrvati. 

### U sastavu srednjovjekovne Hrvatske
U 7. stoljeću dio Hrvata napušta Bijelu Hrvatsku i spušta se prema Jadranu. Osnivaju novu, Bijelu Hrvatsku, kojoj pripada i naš kraj, te Crvenu i Pansonsku Hrvatsku. Poslije pobjede nad Avarima kod Carigrada 626.godine, Hrvati se konačno naseljavaju na prostoru stare rimske provincije Ilirije, odnosno njenog južnog dijela Dalmacije i sjevernijeg Panonije. Formirali su Primorsku i Panonsku Hrvatsku, dvije jezgre buduće jedinstvene Hrvatske države kojima su upravljali knezovi, a od 925.godine i kraljevi. Dotadašnji knez Tomislav ujedinio je hrvatske kneževine i postao prvi Hrvatski kralj koji se okrunio na Duvanjskom polju. Godine 949., bizantski car Konstantin Porfirogenet, u svom djelu De Administrando Imperio, spominje među 12 župa Bijele Hrvatske Hlivno (današnje Livanjsko polje), Pset (oko Bosanske Krupe i Bosanskog Petrovca) i Plivu (oko Jajca i rijeke Plive). Najstariji pisani dokument u kojem se spominje Livno je Povelja kneza Mutimira od 28.rujna 892. godine kojom se crkva sv. Jurja daruje splitskom nadbiskupu Petru II. u kojoj se među potpisnicima u listi svjedoka na drugom mjestu nalazi i livanjski župan Želimir i livanjska županija. Ovaj datum se danas obilježava kao Dan Livna. Toma Arhiđakon u kronici Historia Salonitana spominje Livno u sastavu Humske zemlje, "quoque Chlebnam Chulmiae Ducatum". Do 1102. Livno se nalazilo isključivo pod vlašću hrvatskih kraljeva, a do 1326. hrvatskih velikana u sastavu srednjovjekovne hrvatske države.

### Banovina Bosna
Pliva, Luka (Dnoluka) i Uskoplje pripojeni su Bosni oko 1260, gdje su nazvani Donji krajevi. Godine 1326. po prvi put ulazi Livno u sastav Bosanske Banovine za bana Stjepana II. Kotromanića. Tada se širi vlast bosanskih banova na starohrvatske župe Triju polja (Duvno, Livno i Glamoč). Taj se teritorij kasnije naziva Završje ili Zapadne strane. Kroz cijeli srednji vijek Livno je imalo status župe. U Duvnu je početkom 14. stoljeća osnovana biskupija, dok Livno i Glamoč pripadaju Splitskoj nadbiskupiji. U Bistričkom Gradu kod Livna postoji još godine 1400. kaptol s arhivom i ispravama. Župa Pset nije nikada Bosni pripadala do dolaska Turaka. Srednjovjekovne županije, odnosno njihovi župani, uživali su visok stupanj autarkičnosti, tj. bili su prilično neovisni prema svojim feudalnim gospodarima, hrvatsko-ugarskim kraljevima i bosanskim i hrvatskim/primorskim banovima. Ovaj period obilježavaju i stećci, nadgrobni kameni spomenici velike umjetničke i kulturno-povijesne vrijednosti.

### Osmansko doba
Osmanlije su 1463. godine napale (središnju) Bosnu koja je postala lak plijen jer je već bila iscrpljena lokalnim plemićkim ratovima. Tad je palo i Tropolje, ali na jesen iste godine Turci se povlače pred protunapadom udružene koalicije Stjepana Vukčića Kosače,i kralja Matije Korvina. Turci su ponovno zauzeli Livno prije 1485. godine kada se ono spominje u turskim podacima kao njihov posjed. Kada je 1537. godine osvojen Klis osnovan je i Kliški sandžak kojemu je sjedište uglavnom u Livnu. Livno je od 1833. nakratko bilo u sastavu tek osnovanog Hercegovačkog pašaluka i ubrzo vraćeno u sastav Bosanskog pašaluka a Duvno je ostalo u sastavu Hercegovačkog pašaluka. Turska vlast će se učvrstiti i neprekidno trajati sve do dolaska Austro-Ugarske 1878. godine.

### Austro-ugarska vlast
Dolasku Austro-Ugarske 1878.godine i okupaciji Bosne i Hercegovine prethodio je ustanak 1875. – 1878. godine u kojem su sudjelovali i stanovnici Tropolja. Lokalno muslimansko stanovništvo pružilo je otpor austro-ugarskim trupama prilikom zaposjedanja ovog kraja. Nakon   preuzimanja vlasti Austro-Ugarska počinje uvoditi svoj, zapadnoeuropski način upravljanja. To se u prvom redu odnosi na sudstvo, gruntovnicu, katastar, putove i mostove, javnu upravu, školstvo, zdravstvo i druge do tada potpuno zanemarene javne potrebe.

### Između dvaju svjetskih ratova
U Prvom svjetskom ratu (1914. – 1918.) Austro-Ugarska Monarhija doživjela je vojni poraz ali i politički slom. Teritorij Tropolja uključen je u Državu Slovenaca, Hrvata i Srba, koja ulazi u novostvorenu državu, koja se otada nazivala Kraljevina Srba, Hrvata i Slovenaca, a od 1929. godine Kraljevina Jugoslavija. Hrvati i ostali nesrpski narodi bili su u podređenom položaju, što je prouzročilo njihovo nezadovoljstvo. Nakon što je kralj Aleksandar I. Karađorđević zaveo diktaturu i uveo nove administrativno teritorijalne preinake dijeljenjem države u devet banovina, na način da su Srbi imali većinu u njih šest, glamočki kraj je pripao Vrbaskoj,a jug Primorskoj Banovini koja je obuhvaćala najveći dio južne Hrvatske, konkretno Dalmacije, zapadne   Hercegovine, središnje Bosne te livanjski i duvanjski kraj.26. kolovoza 1939. godine sklopljen sporazum Cvetković-Maček kojim je ustrojena Banovina Hrvatska koja je, međuostalom, obuhvaćala Livno i Tomislavgrad, ali ne i Glamoč.

## Planine
| Planina        | Nadmorska visina | Nalazi se na teritoriju općine |
| -------------- | ---------------- | ------------------------------ |
| Vran           | 2074 m           | Tomislavgrad                   |
| Cincar         | 2006 m           | Glamoč                         |
| Crno Brdo      | 1966 m           | Tomislavgrad                   |
| Mali Vran      | 1961 m           | Tomislavgrad                   |
| Bijela Glava   | 1949 m           | Tomislavgrad                   |
| Troglav        | 1913 m           | Livno                          |
| Veliki Vitorog | 1906 m           | Glamoč                         |
| Veliki Vrh     | 1886 m           | Livno                          |
| Priorac        | 1881 m           | Tomislavgrad                   |
| Šator          | 1875 m           | Glamoč                         |
| Konj           | 1856 m           | Livno                          |
| Divič          | 1842 m           | Tomislavgrad                   |
| Kamešnica      | 1809 m           | Livno                          |
| Garjata        | 1773 m           | Livno                          |
| Burnjača       | 1770 m           | Livno                          |
| Ledena Kosa    | 1742 m           | Livno                          |

## Unutarnje poveznice
- Srednjovjekovna bosanska država
  - Vrhbosna, Usora i Soli, Podrinje,
  - Donji krajevi, Zahumlje, Travunja

## Vanjske poveznice
- Vlada Hercegbosanske županije Povijest
- LTD Delminium[neaktivna poveznica] Okrugli stol: Održivi razvoj Završja